# Paquita Borràs i Nicolàs
Francesca «Paquita» Borràs i Nicolàs (Badalona, 1930-1949) va ser una esportista catalana.
Va començar a introduir-se en el món del bàsquet com a deixebla de Pere Gol i aviat es va integrar en l'equip femení de bàsquet de la Unió Gimnàstica i Esportiva patrocinada per l'empresa Bomba Prat. Va estar ininterrompudament a l'equip fins a 1947, moment en què es va haver de retirar a causa d'una malaltia, i encara molt jove va morir dos anys després, el 1949. L'any següent, per iniciativa de Pere Gual i de Josep Gual, la Unió Gimnàstica i Esportiva va crear un trofeu d'atletisme femení, adreçat a les sòcies de l'entitat, que va dur el seu nom i que estava dedicat a la seva memòria. El trofeu es va celebrar almenys entre 1951 i 1953, segons apunta el mateix Gual.
Des de 1992 un carrer de Badalona duu el seu nom al barri de Montigalà, donat poc abans dels Jocs Olímpics de Barcelona com una forma d'homenatjar el món de l'esport i de reivindicació de la figura femenina.